# Арбатский, Дмитрий Иосифович
Дмитрий Иосифович Арбатский (20 декабря 1922 — 2 октября 1991) — советский языковед, доктор филологических наук (1984), профессор (1985). Специалист по лексикологии и семантике.

## Биография
Дмитрий Арбатский родился 20 декабря 1922 года в селе Назарово (Иркутская область). В 1942 году был призван в ряды армии Якутским районным военным комиссариатом ЯАССР. Служил в составе 4-го гвардейского мото-стрелкового полка Южного фронта, в должности стрелка. Участвовал в боях в районе реки Миус, вёл бои по прорыву обороны противника. 26 июля 1943 года был тяжело ранен и эвакуирован в госпиталь. Был награждён медалью «За боевые заслуги».
Окончил Якутский педагогический институт в 1948 году, после чего работал в этом же вузе (1948—1951). В 1954—1991 годах работал в Удмуртском государственном университете: старшим преподавателем, старшим научным сотрудником; доцент, профессор, заведующий кафедрой русского языка.
Исследования связаны с изучением вопроса о сущности значения слова, его трактовки в словарях. Им описана система современных способов определения значения слов, сфера и условия их применения в отношении различных частей речи, разработана технология семантического определения, исследовано содержание лексического значения слова, сложившиеся правила и способы построения лексических дефиниций, указана роль семантических значений слова в словарях для познания человеком окружающего мира. Автор более 60 научных работ.
Дмитрий Арбатский умер 2 октября 1991 года в городе Ижевске.

## Труды
- Отсылочные определения в филологическом словаре // Современная лексикография. Л., 1977
- Толкование значений слов. Семантические определения. Ижевск, 1977